# Робчук Іван
Робчук Іван (рум. Ion Robciuc; 11 січня 1936, с. Марицея Сучавського повіту, Румунія) — український лінгвіст у Румунії, доктор філологічних наук з 1971.

## Біографія
Закінчив 1960 Бухарестський університет. Відтоді працює в Інституті лінгвістики Румунської Академії Наук (Бухарест).

## Праці
Досліджує українські говірки на території Румунії та українсько-румунські мовні контакти:
- «Румунські елементи в українській мові» (1971, монографія),
- «Румунсько-українські мовні взаємовідносини. І. Румунські елементи в українській мові» (1996, румунською мовою, монографія)
- «Нарис фонологічних систем українських говірок у Румунії» (1965, стаття),
- «Система відмінювання іменників в українських говірках Добруджі» (1969, стаття),
- «Рефлекси давніх о, е в нових закритих складах в українських говірках Румунії» (у співавт., стаття),
- «Румунсько-українські фонетичні інтерференції» (обидві — 1970, стаття),
- «Румунсько-українські морфологічні інтерференції» (1971; останні дві — рум. мовою, стаття),
- «Українські говірки в Румунії. Діялектні тексти» (2003, у співавт., стаття)
- етимологічні розвідки про слова українського походження у румунській мові.

Дослідження в галузі діалектології завершилися створенням «Фонограмного архіву українських говірок на території Румунії» (зберігається в Інституті лінгвістики Румунської АН).
Автор книги «Студії і статті» (1999).
Бере участь у підготовці «Етимологічного словника румунської мови». Працює над укладанням українсько-румунського словника.